# General Electric F404
Los General Electric F404, F412, y RM12 son una familia de motores a reacción tipo turbofán con postcombustión perteneciente a la clase 10.500-19.000 lbf (85 kN) de empuje estático. Son producidos por el fabricante estadounidense GE Aviation, con la participación de la compañía sueca Volvo Aero, que fabrica la variante RM12. El F404 fue desarrollado en el modelo más grande F414, y también en el propfan experimental GE36.

## Especificaciones

### Características generales
- Tipo: Turbofán
- Longitud: 3,9 m
- Diámetro: 0,899 m
- Peso en seco:  1.036 kg

### Componentes
- Compresor de baja (LPC): 3 etapas
- Compresor de alta (HPC): 7 etapas
- Turbina de alta (HPT): 1 etapa
- Turbina de baja (LPT): 1 etapa

### Rendimiento
- Empuje: 48,9 kN (11.000 lbf) sin postquemador / 78,7 kN (17.700 lbf) con postquemador
- Consumo específico:  0.81 lb/(lbf·h) (82.6 kg/(kN·h)) sin postquemador / 1.74 lb/(lbf·h) (177.5 kg/(kN·h)) con postquemador
- Relación empuje a peso:  aprox 8:1
- Relación consumo a potencia: 
  - 1:0.59 sin  postquemador
  - 1:0.44 con postquemador

## Aplicaciones
F404
- McDonnell Douglas F/A-18 Hornet
- Boeing X-45 UCAV
- Dassault Rafale (durante su desarrollo)
- HAL Tejas (durante su desarrollo, y en los modelos de producción iniciales)
- Grumman X-29
- Lockheed F-117 Nighthawk
- KAI T-50 Golden Eagle
- A/TA-4SU Super Skyhawk (actualización de Singapur)
- Northrop F-20 Tigershark
- Rockwell-MBB X-31
- FMA Saia 90 (diseñado pero no fabricado)

Volvo RM12
- Saab 39 Gripen
- IAI Kfir-C2 Nammer (diseñado pero no fabricado)

F412
- A-12 Avenger II (nunca ha volado)

### Desarrollos relacionados
- General Electric YJ101
- General Electric F414
- General Electric F110

### Motores similares
- Eurojet EJ200
- Snecma M88
- General Electric F110
- General Electric F414
- Pratt & Whitney F100
- Pratt & Whitney F119
- Pratt & Whitney F135
- Klimov RD-33
- Saturn AL-31
- Guizhou WS-13
- Shenyang WS-10